# Luis del Mármol Carvajal

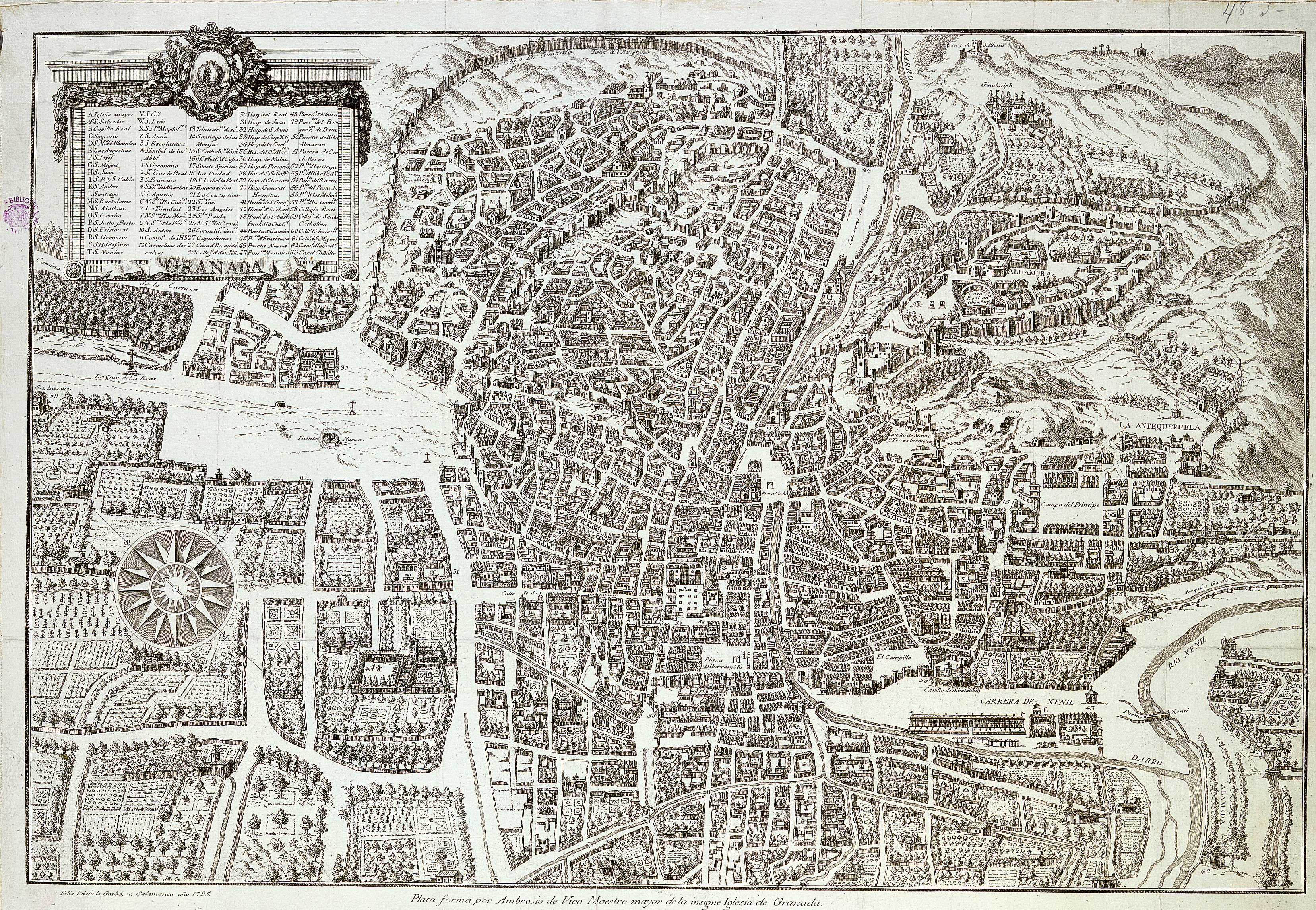
Plano de Granada, 1795, en Historia de la rebelión y castigo de los moriscos del Reino de Granada, de Luis del Mármol Carvajal

Luis del Mármol Carvajal (Granada, entre abril y junio de 1524 – ¿Málaga?, entre el 15 de junio y el 13 de noviembre de 1600) fue un viajero, militar e historiador español.

## Biografía
Luis del Mármol nació en la ciudad de Granada, treinta y ocho años después de su conquista por los Reyes Católicos (1492), por lo que desde su infancia vivió en una sociedad mixta compuesta por cristianos viejos y cristianos nuevos o moriscos. Fue el primer hijo de Pedro del Mármol, escribano de cámara de la Real Chancillería, miembro de una familia judeoconversa originaria de Madrid y Toledo al servicio de la Corona, habido en una relación prematrimonial. Se desconoce la identidad de su madre, aunque algunos autores han especulado –sin datos objetivos algunos– con la posibilidad de que fuera morisca. En 1528 Pedro del Mármol reconoció oficialmente a Luis como su hijo y posteriormente contrajo matrimonio en dos ocasiones, fruto de los cuales tuvo hasta diez hijos más, entre ellos el erudito y escritor Juan Vázquez del Mármol y Pedro Zapata del Mármol, que sucedió a su padre en el oficio de escribano del Consejo.
Con sólo once años de edad Luis del Mármol se enroló en la expedición organizada por el emperador Carlos V para la conquista de Túnez (1535). Tras la misma, debió permanecer en las guarniciones españolas en el Norte de África hasta que, hacia 1538, fue hecho prisionero por los musulmanes. Pasó, según propia confesión, siete años y ocho meses como cautivo en distintos estados islámicos (Marruecos, Tarudant, Fez, Tremecén y Túnez), aunque la mayor parte de este tiempo estuvo en poder de los nuevos monarcas de la dinastía de los saadíes del actual Marruecos: primero con Aḥmad al-A’raŷ (1517-1544) y más tarde con su hermano y sucesor Muḥammad al-Šayj (1544-1557), llegando a pertenecer al grupo de criados cristianos de la corte. Acompañó al sultán en su expedición subsahariana, así como en otras conquistas, aprendiendo (seguramente sólo a nivel básico y oral) las lenguas árabe y bereber. Debió quedar en libertad hacia 1546, pero en lugar de regresar a territorio de la cristiandad comenzó un periplo por el Mediterráneo que le llevó hasta Egipto. A comienzos de la década de 1550 se encontraba formando parte de la guarnición española de Sicilia, donde trabó amistad con el exiliado sultán tunecino Muley Hasan y desde donde participó en la conquista de la plaza de Mahdía (Túnez). En Italia conoció la obra del también granadino Ḥasan al-Wazzân (más conocido como Juan León Africano) Della descrittione dell'Africa, que le influyó poderosamente.
Luis del Mármol regresó a España hacia 1557 y se instaló en Madrid, donde trabajó ocasionalmente como procurador en los tribunales de la Corte. En 1562 casó en Toledo con doña María Ortiz, de probable ascendencia judeoconversa, con quien tuvo al menos dos hijas: doña María y doña Inés del Mármol Carvajal. 
Tras la promulgación de las reales pragmáticas dictadas por Felipe II en contra de los usos y costumbres de los moriscos granadinos, que provocaron su sublevación en la conocida como Guerra de las Alpujarras (1568-1571), Mármol regresó a su ciudad natal para colaborar en la represión de la misma. Realizó labores de aprovisionamiento (fundamentalmente en el vecino Reino de Jaén) y de intendencia e intervención económica en los ejércitos de don Juan de Austria y de don Luis de Requesens, lo que le ocasionó algunos problemas durante la justificación de sus cuentas que le llevaron momentáneamente a la cárcel. Durante su segunda estancia en Granada residió en el barrio morisco del Albaicín y entabló amistad con el médico y traductor morisco Alonso del Castillo, que le proporcionó numerosas traducciones de textos árabes para sus obras y con quien compartió su interés por el pasado del Reino nazarí de Granada. 
En 1573 apareció en Granada la primera parte de su Descripción general de África, editada por el librero Juan Díaz e impresa por René Rabut, obra en dos volúmenes en la que combina una historia de los enfrentamientos entre musulmanes y cristianos, desde el siglo VII hasta la batalla de Lepanto (1571), con una detallada descripción geográfica, económica y social de los territorios del norte de África.
Mármol intentó, sin mucho éxito, que la Corona reconociera sus servicios con alguna gratificación, llegando a solicitar el empleo de cronista real. Finalmente consiguió algunas propiedades confiscadas a los moriscos expulsados en la localidad de Iznate, Málaga, donde se instaló como colono en 1574. Seis años más tarde obtuvo su primer empleo estable como administrador de la Real Hacienda en la región de Málaga.
Su fama como entendido en asuntos árabes le mantuvo en contacto con la Corte, que le encargó diversas traducciones, como la del estandarte otomano capturado en la batalla de Lepanto y la de una misiva del nuevo sultán marroquí Ahmad al-Mansur (1578); realizadas de forma bastante deficiente en ambos casos debido a su limitado conocimiento del árabe escrito. También realizó una labor de espionaje en el reino de Portugal (1579) en vísperas de su ocupación por Felipe II. Estos servicios estuvieron a punto de valerle un empleo como embajador en Marruecos, que no llegó a tener efecto. Asimismo, participó en el grupo de sabios que calificó los supuestos testimonios escritos en signos árabes (pergamino de la Torre Turpiana y libros plúmbeos) de los llamados “mártires del Sacromonte”, aparecidos en Granada entre 1588 y 1599, siendo uno de los primeros que denunció su falsedad.
En los últimos años de su vida se trasladó a la ciudad de Málaga, donde acometió la edición de la Segunda parte de la Descripción General de África (1599) y de Historia del rebelión y castigo de los moriscos del reino de Granada (1600), una detallada crónica de los antecedentes y el desarrollo de la sublevación granadina. Ambas obras fueron realizadas por el impresor Juan René. Sus herederos pudieron hacer frente a sus deudas con la Real Hacienda vendiendo a un intermediario los ejemplares de estas dos ediciones.

## Una intensa experiencia vital reflejada en sus obras
Luis del Mármol vivió en una época violenta y fronteriza en la que la tradicional rivalidad entre Oriente y Occidente, entre la Cristiandad y el islam, se incrementó en el ámbito mediterráneo con la emergencia de dos nuevos imperios: el hispánico y el otomano.
Recorrió a lo largo de su vida diversos países y territorios: España, Portugal, Marruecos, Sáhara Occidental, Mauritania, Argelia, Túnez, Libia, Egipto e Italia y, entre los once y los cincuenta años, nunca pasó más de una década residiendo en el mismo lugar, lo que da idea de su vitalidad y de su espíritu inquieto y viajero; rasgo común a otros compatriotas que recorrieron en busca de fortuna y de una vida mejor los nuevos mundos que comenzaban a conocerse.
Sus dos obras, Descripción General de África e Historia del rebelión y castigo de los moriscos del reino de Granada, tienen como argumento en común las complejas relaciones entre las civilizaciones cristiana e islámica y fueron consecuencia directa tres acontecimientos cruciales en su intensa existencia vital: su nacimiento en Granada, su decisiva y larga estancia en África y su participación en la guerra de los moriscos.
Mármol fue soldado, esclavo, cortesano, viajero, abogado, interventor militar, espía, colono y recaudador de impuestos, pero por encima de todo se sintió historiador. Recorrió territorios que ningún compatriota suyo había hollado antes. Su vida viajera y en contacto con el mundo islámico le hizo ser más abierto ideológicamente y menos tópico que otros autores españoles de la época. Enemigo de la religión islámica –como era habitual en la España de la época– fue, sin embargo, un gran admirador de la cultura árabe, a la que estimaba al mismo nivel que la de tradición greco-latina. Investigador incansable, amante de la lectura y cultivador de la escritura, buscó en ella un legítimo medio de vida y de promoción social. Objetivo que consiguió sólo en parte a causa de las limitaciones sociales que su doble origen (ilegítimo y converso) le impusieron, y por lo general fracasó en gran parte de sus proyectos. A pesar de las adversidades y las penurias económicas que sufrió a lo largo de su vida, su personalidad se caracterizó por un espíritu de sacrificio y de superación personal, una confianza inquebrantable en sus propias posibilidades y un alto sentido del honor y de lealtad a la monarquía española, de la que fue servidor la mayor parte de su vida.

## Obras
Primera parte de la descripción general de África, con todos los successos de guerras que a auido entre los infieles, y el pueblo Christiano, y entre ellos mesmos desde que Mahoma inue[n]to su secta, hasta el año del Señor mil y quinientos y setenta y vno, Granada, René Rabut, 1573.
Libro tercero, y segvndo volvmen de la primera parte de la descripción general de Affrica, con todos los sucessos de guerra, y cosas memorables…, Granada, René Rabut, 1573.
Segvnda parte y libro séptimo de la Descripción General de África,  donde se contiene las provincias de Numidia, Libia, la tierra de los Negros, la baxa y alta Etiopia, y Egipto, con todas las cosas memorables della…, Málaga, Juan René, 1599.
Historia del rebelion y castigo de los moriscos del Reyno de Granada..., Málaga, Juan René, 1600.